# Франческо II Гонзага
Франческо II Гонзага (итал. Francesco II Gonzaga; 10 августа 1466 — 29 марта 1519) — итальянский кондотьер, маркиз Мантуи, супруг Изабеллы д’Эсте, возлюбленный её невестки Лукреции Борджиа.

## Биография
Родился в Мантуе, был старшим сыном маркиза Федерико I Гонзага и Маргариты Баварской.
Начал военную карьеру кондотьера, был капитаном на службе Миланского герцога в 1483, 1485 и 1486 годах. Возглавлял отряды Венеции с мая 1489 по 1498 годы, войска итальянской лиги в битве при Форново, впрочем, руководствуясь советами своего более опытного дяди Ридольфо Гонзага. Хотя победа была неопределённой, она всё же привела к тому, что войска Карла VIII Французского ушли обратно за Альпы.
Его описывают так: «Невысокий, пучеглазый, курносый и невероятно храбрый, лучший рыцарь Италии».
В 1499 году поступил на службу к французскому королю Людовику XII и удостоился от него ордена св. Михаила, стал лейтенантом-генералом на службе французов в Неаполитанском королевстве в августе 1503 года, лейтенантом Римской Церкви в 1506 году, главой ордена св. Михаила в июне 1507 года.
Тогда он обратил своё оружие уже против Венеции, возглавив Священную лигу, созданную против неё папой Юлием II. По случайности он был захвачен их войсками и содержался несколько месяцев в качестве заложника, подвергаясь оскорблениям. Когда папа и Венеция стали союзниками в 1510 году, его не только выпустили из тюрьмы: папа дал ему звание знаменосца церкви, отобранное у брата его жены Альфонсо д’Эсте. Но он был вынужден отдать взамен в заложники своего маленького сына Федерико.

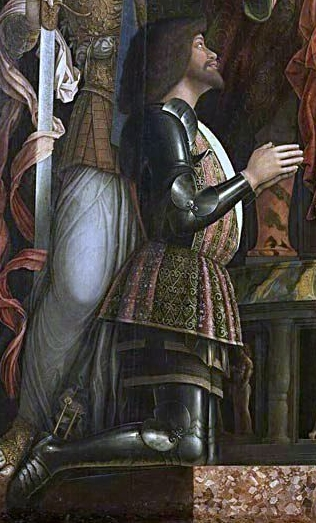
Франческо II Гонзага перед Мадонной. Фрагмент картины Мантеньи.

Во время его отсутствия Мантуя управлялась его супругой Изабеллой, на которой он женился 12 февраля 1490 года, возобновив традиционный альянс между Эсте и Гонзага. Считается, что он уважал ум жены, но не любил её. Под правлением этой пары Мантуя приобрела большое культурное значение и блеск благодаря приглашению в город таких художников, как Мантенья и Бонакольси. По приказу Франческо было отстроено Палаццо ди Сан Себастьяно, где позже разместился «Триумф Цезаря» кисти Мантеньи.
С 1507 года находился в любовной переписке с Лукрецией Борджиа, женой брата Изабеллы, возможно (хотя маловероятно), что их отношения не вышли из категории платонических.
Скончался от сифилиса, подхваченного у проституток, возможно, в 1512 году или раньше. Ему наследовал его сын Федерико, при котором Изабелла правила как регент. Его другой сын, Ферранте, стал родоначальником ветви графов Гуастала.
Императорская инвеститура маркизата подтверждена в 1485 и 1494 годах.

## Брак и потомство
В Мантуе 12 февраля 1490 года Франческо II Гонзага сочетался браком с Изабеллой д’Эсте (18.05.1474 — 13.02.1539), дочерью герцога Феррары, Модены и Реджо Эрколе I д’Эсте. В браке у супругов родились восемь детей:
- Элеонора (31.12.1493 — 13.02.1550),  в Мантуе 25 сентября 1509 года сочеталась браком с Франческо Марией I делла Ровере (22.03.1490 — 20.10.1538), герцогом Урбино;
- Маргарита (13.07.1496 — 22.09.1496);
- Федерико (17.05.1500 — 28.06.1540), с 29 марта 1519 года маркграф Мантуи под именем Федерико II, с 8 апреля 1530 года герцог Мантуи и с 5 января 1566 года маркграф Монферрато, 5 октября 1531 года сочетался браком с Маргаритой Палеолог (11.08.1510 — 28.12.1566), последней маркграфиней Монферрато из дома Палеологов;
- Ливия (1501 — 01.1508), венецианская патрицианка;
- Ипполита (13.11.1503 — 16.03.1570), венецианская патрицианка, монахиня-доминиканка в монастыре Святого Викентия в Мантуе с 1518 года;
- Эрколе[итал.] (22.11.1505 — 02.03.1563), венецианский патриций, епископ Мантуи с 1520 года, кардинал с 3 мая 1527 года, кардинал-дьякон с титулом Санта-Мария-Нуова с 5 мая 1527 года, губернатор Тиволи с 1530 года;
- Ферранте (28.01.1507 — 15.11.1557), герцог Гуасталлы, основатель Гуастальской ветви дома Гонзага;
- Ливия[итал.] (08.1508 — 11.04.1569), венецианская патрицианка, монахиня-клариссинка в монастыре Тела Христова (он же монастырь Святой Павлы) с 1523 года.